# Подлесный (Брянская область)
Подлесный — посёлок в Севском районе Брянской области России. Входит в состав Косицкого сельского поселения.

## История
В 1964 г. Указом Президиума ВС РСФСР посёлок Слепухин переименован в Подлесный.

## Население
| 2010 | 2013 |
| ---- | ---- |
| 6    | ↘4   |